# Jack Mezirow
Jack David Mezirow (Fargo, 7 marzo 1923 – New York, 24 settembre 2014) è stato un sociologo statunitense, professore emerito al Teachers College presso la Columbia University.
Studioso dei processi di apprendimento in età adulta, Mezirow è considerato il padre della teoria dell'Apprendimento Trasformativo. L'ambizione di Mezirow consiste nell'insegnare a pensare, a ragionare, a riflettere singolarmente a donne e uomini che si trovano in contesti formativi progettati per loro o in quelle situazioni critiche che ogni adulto conosce e attraversa vivendo.

## Biografia
Jack Mezirow nasce nel 1923 a Fargo, nel Nord Dakota. Laureato in Scienze Sociali presso l'Università del Minnesota, ha conseguito il dottorato di ricerca in Educazione degli Adulti all'Università della California a Los Angeles. Negli anni sessanta ha partecipato come consulente ai programmi di alfabetizzazione degli adulti e sviluppo sociale in America Latina, Asia e Africa, collaborando a programmi come: “United Nations Development Program”, “The United Nations Educational, Social and Cultural Organization”, “The United States Agency for International Development”, “The Asia Foundation and World Education”. Nel 1968 divenne professore di Educazione degli adulti e formazione continua presso il Teachers College. Ha lavorato in Asia, Africa e America Latina come consulente per alfabetizzazione degli adulti e lo sviluppo della comunità presso istituzioni come l'UNESCO, l'UNICEF, Asia Foundation e World Education. 
È stato direttore della divisione sviluppo delle risorse umane del Latin American Bureau (AID).
Negli anni sessanta ha lavorato come formatore di educatori professionisti dello sviluppo di comunità, nei paesi del Terzo Mondo. 
Fondamentali influenze nella costituzione della teoria sull'apprendimento trasformativo arrivano dalle idee di Dewey sull'educazione, dal concetto di paradigma  elaborato da Kuhn e dalle teorizzazioni di Freire sul concetto di coscienza critica del mondo e sul concetto dell'agire comunicativo.
A dare la svolta decisiva sarà sua moglie Edee quando nel 1970 si iscrive al Sarah Lawrence College per completare la sua formazione universitaria. Osservando l'esperienza della moglie, Mezirow intraprese delle ricerche sul ritorno agli studi in età adulta, i cui risultati sono raccolti nel suo contributo del 1978 per AEQ intitolato “Education for Perspective Transformation: Women's Re-entry Programs in Community Colleges”.
Presso il Teachers College, ha fondato e diretto un programma pionieristico, che si poneva come alternativa al dottorato, chiamato AEGIS, il quale è ancora oggi attivo. 
Jack Mezirow è morto a New York il 24 settembre 2014, all'età di 91 anni.

## Teoria del "Transformative Learning"
L'apprendimento trasformativo è il processo che porta al cambiamento dei sistemi di riferimento dell'individuo . Nel corso degli anni gli adulti acquisiscono un proprio corpo coerente di esperienze, associazioni, concetti, valori, sentimenti, condizionamenti e risposte individuabili all'interno di quello che è il loro sistema di riferimento (frame of reference). Questo sistema costituisce e delimita aspettative, percezioni, cognizioni e sentimenti orientando l'adulto nella risposta agli eventi. In questo modo, tutto ciò che non è contenuto all'interno del sistema di riferimento (frame of reference) non viene considerato e compreso arrivando addirittura alla negazione o alla delegittimazione del significato. Nel corso della vita la persona compie dei cambiamenti che la portano a rimodellarsi, rinnovarsi, re-impararsi, rielaborando le proprie conoscenze, ridefinendo i propri quadri di riferimento e sviluppando quelle abilità che la portano ad essere capace di gestire in maniera efficace il cambiamento provocato dalla situazione di incertezza nella quale si trova a vivere.
Avviene così una decisione consapevole dell'adulto di rimettersi in gioco, di cambiare la propria visione del mondo aprendosi agli stimoli che vengono percepiti come nuovi. Questa visione dell'incerto e del nuovo porta l'adulto ad assumersi il rischio del cambiamento e ad accettarlo, e questo gli permette di condurre una vita più soddisfacente e piena.
Gli adulti non sono però sempre pronti e disposti ad apprendere; esistono infatti delle resistenze al cambiamento, poiché molto spesso il nuovo genera preoccupazione ed ansia e l'individuo si sente più sicuro mantenendo invariate le proprie idee ed opinioni e i propri quadri valoriali. La teoria dell'apprendimento trasformativo descrive come gli adulti che si trovano all'interno di momenti critici della loro esistenza riescano a superare se stessi, le loro paure e le loro ansie accettando e comprendendo il “nuovo” e trasformandosi in individui più consapevoli e adatti all'incertezza che caratterizza la loro esistenza.

### Prospettive e schemi di significato
Mezirow identifica diversi tipi di apprendimento:
- Strumentale: riguarda principalmente il modo in cui l'adulto agisce sull'ambiente, in base ai propri scopi e agli obiettivi. L'azione strumentale comporta sempre delle previsioni sugli eventi osservabili, fisici o sociali che possono dimostrarsi esatte o inesatte. Questa azione si basa sulle conoscenze empiriche, ed è governata da regole tecniche.
- Comunicativo: L'apprendimento comunicativo riguarda le interazioni tra adulti e il coinvolgimento delle emozioni e dei sistemi valoriali. La ricerca di informazioni non è finalizzata al controllo e alla manipolazione (vedi apprendimento strumentale), ma alla creazione di una vera relazione con l'altro al fine di accrescere la qualità della percezione. (82).
- Trasformativo: l'apprendimento trasformativo prevede un alto livello di riflessività da parte dell'adulto e ha come obiettivo finale il cambiamento. Quest'ultima tipologia di apprendimento richiede che l'adulto metta in discussione le proprie Prospettive di significato.

#### Prospettive di significato
Le prospettive di significato possono essere considerate dei filtri selettivi che categorizzano il modo con il quale percepiamo la realtà. Esse fungono da schemi di riferimento e indicano la struttura dei presupposti entro i quali la nostra esperienza pregressa assimila e trasforma la nuova esperienza. Una prospettiva di significato è un set abituale di aspettative che costituisce un quadro di riferimento orientativo che viene usato nella proiezione di modelli simbolici e che funge da sistema di credenze. 
Le PDS sono principalmente di tre tipi: epistemologiche (includono gli schemi cognitivi, di apprendimento e di intelligenza, la riflessività, le prospettive della fase di sviluppo), sociolinguistiche (riguardano le norme sociali, i ruoli, i codici culturali/linguistici) e psicologiche (includono il concetto di sé, l'area di localizzazione del controllo, le inibizioni, i meccanismi psicologici di difesa). 

#### Schemi di significato
Le PDS ordinano selettivamente ciò che apprendiamo e il modo in cui lo apprendiamo; per questo ogni PDS contiene un certo numero di schemi di significato. 
Lo schema di significato è costituito dalle conoscenze, dalle convinzioni, dai giudizi di valore e dai sentimenti che si manifestano nell'interpretazione. Gli schemi di significato altro non sono che le nostre manifestazioni concrete del nostro orientamento abituale e delle nostre aspettative abituali (prospettive di significato) e traducono queste aspettative generali nelle aspettative specifiche che guidano le nostre azioni. Lo schema di significato può riferirsi a come fare una certa cosa (apprendimento strumentale) a come interpretare ciò che intendono dire gli altri (apprendimento comunicativo) o a come intendere se stessi. Solitamente gli schemi di significato sono molto più soggetti all'esame critico e la loro trasformazione mediante riflessione. 
L'esperienza solitamente consolida i nostri schemi personali di categorizzazione rafforzando le nostre aspettative su come dovrebbero andare le cose. È importante precisare che la teoria trasformativa non si articola per fasi ma enfatizza l'importanza del progressivo spostamento verso la riflessività nell'età adulta come funzione dell'intenzionalità sostenendo che la riflessività migliora con l'incremento della capacità e dell'esperienza, che possono venire influenzate in misura significativa dagli interventi degli adulti. L'apprendimento trasformativo implica un maggior livello di consapevolezza del contesto in sui si collocano le proprie convinzioni e sentimenti, una critica degli assunti e delle premesse su cui si basano, una valutazione delle prospettive alternative, la decisione di rinnegare una vecchia prospettiva sostituendola con una nuova, la capacità di intraprendere delle azioni in base alla nuova prospettiva, il desiderio di integrare quest'ultima nel più vasto contesto della propria vita.

### Le dieci fasi della trasformazione
La trasformazione delle prospettive comporta:
- un senso rafforzato del Sé;
- una riflessione più critica del modo in cui le relazioni sociali e la cultura hanno condizionato le proprie convinzioni e sentimenti;
- strategie e risorse più funzionali per l'azione.

Questo processo comporta il prendere consapevolezza sul come e sul perché gli assunti hanno condizionato il modo di percepire, comprendere e sentire il mondo. Le persone modificano le loro prospettive di significato per acquisirne di più inclusive, discriminanti e integrative e per fare quindi delle scelte in base alle nuove conoscenze. 
La trasformazione delle prospettive può avvenire tramite l'accumulazione di schemi di significato trasformati che derivano da una serie di dilemmi, o in risposta a un dilemma epocale esposto dall'esterno(per es. lutto). Il dilemma disorientante che dà avvio al processo di discussione può scaturire da qualsiasi evento, i cui costumi contraddicono delle presupposizioni che prima davamo per scontate. 
In seguito ad uno studio nazionale sulle donne che riprendono gli studi universitari a distanza di anni, Mezirow ha articolato il processo di trasformazione personale in dieci fasi e risultavano essere le seguenti: 
1. Un dilemma disorientante. Il dilemma dà origine al processo di trasformazione e può nascere da un evento imprevisto imposto dall'esterno (come un lutto, una malattia o una promozione), dalla lettura di un libro o dalla visione di un film. In ogni caso si tratta di una sfida ad una prospettiva consolidata che comporta dolore perché spesso si mettono in discussione valori profondamente radicati e il nostro stesso senso del Sé.
2. Autoesame con sentimenti di paura, rabbia, colpa o vergogna.
3. Valutazione critica degli assunti epistemologici, socioculturali e psichici.
4. Scoperta di un vissuto di scontentezza, di difficoltà comune ad altri. Riconoscimento che la propria situazione negativa e che il processo di trasformazione sono condivisi anche da altre persone
5. Esplorazione delle opzioni che prospettano nuovi ruoli, nuove relazioni e nuove azioni.
6. Pianificazione di un corso di azione.
7. Acquisizione di conoscenze e competenze utili all'implementazione dei propri piani.
8. Sperimentazione provvisoria di nuovi ruoli.
9. Familiarizzazione con nuovi ruoli e nuove relazioni.
10. Reintegrazione della propria vita sulla base delle condizioni imposte dalla nuova prospettiva.

## Opere e contributi
- 1978. "Perspective transformation". Saggio sul processo di trasformazione delle prospettive di significato
- 1990. "Fostering critical reflection in adulthood: a guide in trasformative and emancipatory learning", Jossey-Bass Inc.
- 1991. "Trasformative dimensions of adult learning", Jossey-Bass Inc[7].
- 1996. "Adult Education Quarterly"
- 2000. "Learning as trasformation. Critical perspectives on a theory in progress." Jossey-Bass Inc.